# Michel Chossudovsky
Michel Chossudovsky (1946)  é um economista canadense, professor emérito de Economia da Universidade de Ottawa.

## Biografia
Foi professor visitante de várias universidades da Europa Ocidental, do Sudeste Asiático e da América Latina. Também é membro dos conselhos de várias organizações internacionais e consultor de governos de países em desenvolvimento.
Colaborador da  Encyclopedia Britannica, e do  Le Monde diplomatique, recebeu o Prêmio Direitos Humanos da  Sociedad de Proteção dos Direitos Civis e da Dignidade Humana, da Alemanha, e foi condecorado pelo governo da República da Sérvia 
Chossudovsky  é  signatário da declaração de  Kuala Lumpur (2005), uma iniciativa que visa criminalizar a guerra.
É autor de  The Globalization of Poverty and The New World Order (2003) e  America's "War on Terrorism" (2005). Seu livro mais recente é  Towards a World War III Scenario: The Dangers of Nuclear War (2011).
Em 2001, fundou, em  Montreal,  o Centre for Research on Globalization (CRG),  do qual é diretor. O CRG mantém o site GlobalResearch.ca, dedicado à análise crítica de grandes temas, tais como a política externa dos Estados Unidos e da OTAN, a "guerra ao terror",  os conflitos do Oriente Médio, desinformação da mídia, pobreza e desigualdade social e a  crise econômica mundial. Sua família morreu nos anos 40 no holocausto
Em 2017, o Centro de Pesquisa sobre Globalização foi acusado pelos especialistas em guerra de informação da OTAN de desempenhar um papel fundamental na disseminação da propaganda pró-russa embora a propaganda pró-Rússia não fosse considerada tão relevante assim.

## Obras
- War and Globalisation: The Truth Behind September 11 (2003) ISBN 9780973110906
- The Globalization of Poverty and The New World Order (2003) ISBN 9780973714708
- America's "War on Terrorism" (2005)
- Towards a World War III Scenario: The Dangers of Nuclear War (2011)